# Эсмен, Адемар
Адемар Эсмен (Жан Поль Ипполит Эмманюэль; 1 февраля 1848 — 22 июля 1913) — французский юрист в области истории права и государственного права.
Преподавал различные отрасли юридической науки сначала в Дуэ (1875—1879), потом в Париже (1880—1889). В 1889 году была создана в юридических факультетах особая кафедра истории французского права и современного государственного права Франции, которую Эсмен и занял в Париже.

## Вклад в науку государственного права
Эсмен придерживался взглядов о необходимости конституционной ответственности президента (главы государства). В этой связи ученый писал, что из принципа народного самодержавия логически вытекает необходимость полной ответственности каждого народного представителя за все действия, совершенные им при исполнении своих обязанностей.
Адемар Эсмен писал о представительном правлении (представительной форме демократии), что оно возникает в результате передачи верховным правителем своей власти представителям, постановления которых также действительны, как если бы они исходили от самого верховного правителя. В свою очередь представительное правление может пониматься различно. В некоторых случаях верховный правитель передает всецело свою власть представителю на определенное время посредством избрания его, последний действует свободно и не может быть отстранен. Иногда же представители верховного правителя являются всего лишь делегатами, которым он может продиктовать решение и которых он может отозвать по своему усмотрению, подобно тому, как доверитель отзывает своего уполномоченного.